# Oboaverseny (Mozart)
W. A. Mozart C-dúr oboaversenye keletkezését illetően egyik legérdekesebb műve. A mű a Köchel-jegyzékben eredetileg 314-es volt, jelenleg azonban a 285d helyet foglalja el.
Az oboára írt versenyművet 19. század folyamán elveszettnek hitték, mígnem a 20. század elején a salzburgi Mozarteum archívumából elő nem került egy addig ismeretlen darab szólamanyagának kéziratos másolata. A kutatók meglepve vették észre, hogy a felfedezett versenymű hangról hangra megegyezik a D-dúr fuvolaversennyel (Köchel-jegyzékszáma ugyanaz, mint cikk tárgyáé), annyi különbséggel, hogy egy szekunddal lejjebb van, ill. oboa- és nem fuvolaversenyről van szó.

## Keletkezése
Mozart 1777 októberében Mannheimbe érkezett, ahol a világ akkori talán legjobb zenekara működött. Mozart jó barátságba került a zenekart vezető Johann Christian Cannabich-hal, a fuvolista Johann Baptist Wendlinggel és az oboista Friedrich Ramm-mal.
Utóbbinak egy néhány hónappal korábban, még Salzburgban írott oboaversenyét ajándékozta, amitől Ramm, mint Mozart november 4-i levelében olvashatjuk, "majd megbolondult örömében".
Azt, hogy 1777-ben biztosan írt oboaversenyt, azt az egyik apjának címzett levélből tudjuk leszűrni: "Naponta Cannabichéknál vagyok […] néhányan a zenekarból éppen ott voltak […] az oboás, akinek nem tudom a nevét, azonban igen jól játszik, és szép finom tónusa van. Megajándékoztam az oboaversennyel, Cannabichéknál fogják lemásolni."
1778. február 14-i levelében megemlíti, hogy a jómódú holland kereskedő De Jean (Holland Kelet-indiai Társaság nyugállományba vonult orvosa, egy műkedvelő fuvolista) megbízásából két fuvolaversenyt komponált. Mozart megemlíti, hogy az első G-dúr hangnemű (ez az 1. fuvolaverseny, (K. 313)), a másodikról is csak annyit tudunk, hogy D-dúrban íródott (ez lenne a cikk tárgya).
Mozart 1777. december 10-i, szintén apjához írott levelében a következőket olvashatjuk: "Másnap, mint szoktam, Wendlinghez mentem ebédre. Így szólt hozzám: Indiánusunk (ez egy hollandus, aki vagyonából él, minden tudomány kedvelője és nekem nagy tisztelőm), indiánusunk mégiscsak ritka ember. 200 forintot ad önnek, ha három kis könnyű, rövid koncertet és néhány kvartettet ír neki fuvolára." Ez elég szép összegnek számított, a megrendelés tehát kapóra jött Mozartnak. Egyetlen dolog akadályozta meg az egészet: Mozart ki nem állhatta a fuvolát, annál jobban csak a fuvolistákat utálta. Jól illusztrálja ezt egy visszaemlékezés, mely szerint Mozart a következőket mondta Wendling, a mannheimi fuvolista testvérének: "Az ön bátyja kivétel. Ő nem csak egy fidulás, őt hallgatva nem kell attól rettegnem, hogy a következő hang túl magas lesz, vagy túl alacsony – ő mindig pontosan intonál. Helyén van a szíve, a füle és a nyelvének a hegye, s nem képzeli azt, hogy teli tüdőből fújni és pofákat vágni elegendő a fuvolázáshoz."
A „rejtélyre” akkor kaphatunk választ, ha Mozart egy még későbbi, 1778 októberében apjának írt levelében elolvassuk: csak egy ekkoriban írt fuvolaversenyről tesz említést. A hozzáértők ebből azt szűrték le, hogy az egy évvel korábbi oboaversenyt írta át – idő hiányában – De Jeanék számára fuvolára. Ez az átirat vélhetően csak transzpozíciót jelentett (a fuvolának C-dúrban időnként túl mély lett volna a darab).
Az, hogy Mozart az egyszerű átíráshoz folyamodott, több oka van (amellett, hogy a pénzügyek iránt kevés tehetséget mutató Mozart nem fogta fel a megrendelés jelentőségét):
- a fuvola iránti ellenszenv
- a mindennapos házi zenélés
- a Weber családdal való megismerkedés
- különösen pedig a legidősebb Weber-lány, Aloysia iránti vonzalma és a mindennapos udvarlás.

Mozart apjának azt hazudta, hogy jól halad a munkával, s hogy két fuvolaversenyt és három fuvolanégyest (fuvola + vonóstrió) megírt. Valójában egyetlen concerto (a bizonyos G-dúr, lásd feljebb) és egyetlen kvartett (D-dúr, K. 285) készült újonnan 1778 januárjában.
De Jean végül rájött a turpisságra, s részben ezért, részben mert a művek túl nehezek voltak, Mozartnak csak az ígért pénz alig felét adta meg. Jól jellemzi a helyzetet és Mozart kaotikus életvezetését Leopold papa egyik levele: "Tehát csak 96 forintot kaptál a 200 helyett? És miért? Mert csak két koncertet és három kvartettet készítettél el neki. Mennyit kellett volna tehát csinálnod, hogy csak a felét akarta megfizetni? Miért írsz nekem hazugságot, hogy csak három kis koncertet és néhány kvartettet kellett készítened? S miért nem hallgatsz rám, mikor kifejezetten azt írom, hogy mindenekelőtt ezt az urat szolgáld ki, amennyire csak tudod? Miért? Hogy azt a 200 forintot biztosan megkapd; mert jobban ismerem az embereket, mint te."

## A zene
Szokásos háromtételes felépítés:
1. Allegro aperto
2. Andante ma non troppo
3. Allegro

A meglehetősen konvencionális zenei nyelvet használó (a mozarti versenyművek, főként a korábban keletkezett hegedűversenyek felépítését és formálását követi), de igen jól formált oboa/fuvolaverseny érdekessége, hogy zárórondójának témáját a Szöktetés a szerájból c. operában hallhatjuk majd újra, ahol Blonde szinte pontosan ugyanezt a dallamot énekli.

## Második oboaverseny – K. 293 – K416f
Létezik egy 5 oldalból és 6 oldaljegyzetből álló autográf-Mozart anyag (Fitzwilliam Museum, Cambridge, Anglia) ami egy lehetséges F-dúr oboaversenyből 61 ütemet tartalmaz (tehát töredék). Ebből 48 ütem a teljes zenekari bevezetés, a szólóbelépéstől számítva pedig 2 ütem van meghangszerelve (hangszerelés: szólista, 2 hegedű, 2 brácsa, vonós-basszus (cselló+nagybőgő), 2 klarinét, 2 fagott, 2 kürt.
Otto Jahn volt az oka, hogy Mozart oboaversenyt írt Salzburgban 1776-ban vagy 1777-ben Giuseppe Ferlendis. Ezt az állítását Mozart 1777. november 4-i, ill. 1778. február 14-i mannheimi levelével szándékozik alátámasztani. Első levelében azt írta, hogy oboaversenyét odaajándékozta egy "oboistának, akinek elfelejtette a nevét". Másik levelében megemlíti, hogy Friedrich Ramm eljátszotta Ferlendisnek a versenyművet.
Aloys Fuchs állítása szerint ez a mű ugyan egy töredék, de Maximilian Stadler kreált belőle egy művet. Fuchs állítása azt is megmagyarázza, hogy Ludwig von Köchel miért a jegyzéke fő részébe, és mérnem az Anhang II-es szekcióba (töredékek) rakta. Köchel kimutatta az ellentmondást, hogy 1783. február 15-én Mozart arra kérte az apját, hogy "a kis könyvet ("Büchel") amelyik a Ramm számára íródott oboaversenyemet tartalmazza, vagy inkább Ferlendisét. Az Eszterházy herceg oboása 3 dukátot adna nekem ezért, és 6 dukátot egy teljesen új versenyműért".
1905-ben a második Köchel-jegyzékbe Paul Graf von Waldersee kiállt Köchel állítása mellett. A K293 a "Büchelbe" íródott, öt oldala nagy "megkérdőjelezhető származású" papírra íródott. Valószínűleg egy befejezetlen kompozíció. Waldersee már a cikk által tárgyalt megállapításokat közölte (61 ütem stb.)
Hermann Deiters a művet egy 1783-as levéllel hozta kapcsolatba; Eszterházy herceg oboásának írt elveszett versenyműnek titulálta.
A fuvolaverseny 1920-as előkerülésekor (Bernhard Paumgarnter találta meg), először azt hitték ez a Ferlendisnek írt oboaverseny. George de St. Foix megállapította, hogy ez biztos nem az, mivel Salzburgban nem voltak klarinétok egészen 1777-ig. Ezért hozták kapcsolatba ezt a töredéket a bizonyos február 15-i levéllel.
Alfred Einstein feldolgozta az összes eddigi információt, és átszámozta K. 416f-re a K3-ban, és a művet 1783 február-márciusára datálta, keletkezési helynek Bécset megjelölve. Einstein ezen kívül tudósít egy másik fragmentációról, melynek kísérete ismeretlen. Ez a 9 ütemes skicc, amelyik a ritornello végét, ill. a szólóbelépést tartalmazta, csak egy bizonyos O. Fleischer 1900-as fakszimiléjéből ismert. Fleischer időben 1780-ba, helyileg Münchenbe. Einstein a K416g számot adta a skiccnek, mivel az F dúr oboaverseny egyik darabjának tartotta az azonos hangnem és karakter miatt. Einstein 1945-ös Mozart biográfiájában a K416f-et és a K416g-t mint "két oboaverseny-kezdet" említi, melyek a herceg oboistájának készültek, ezen kívül megállapítja, hogy van egy rövidebb (K416g), és egy hosszabb, 61 ütemből álló (K293) skicc, a rövidebbet az visszatérés belépésének tartja. Azt nem tudjuk, Einstein miért nem hitte, hogy a két darabka ugyanabból a műből származik. Könyvének 1947-es revíziójában azt írja, hogy: "Az, hogy a mű miért maradt befejezetlenül, ill. Mozart miért nem kapta meg a 6 dukátot, nem tudhatjuk, de azt megállapíthatjuk, hogy a tutti tele van energiával és vitalitással."
A The Mozart Companion (1956) c. könyvben Friedrich Blume is foglalkozott ezzel az oboaverseny-töredékkel. Nagyrészt az einsteini állításokat szajkózza.
Csak úgy, mint a Köchel-jegyzék hatodik revíziója, amelyik törölte a K416g-t, helyette a K293/416f-et 70 ütemes töredéknek jelölte.
A Neue Mozart Ausgabe viszont más állásponton van a K293 keletkezési idejét illetően. 1981-ben az NMA akkori szerkesztője, Franz Giegling megállapította, hogy a papír és a kézirat tanulmányozása során ellentmondásokat talált Einstein állításával kapcsolatban, és a művet 1778/79 környékére teszi. Ezért a szerkesztő a K293-as eredeti számozást támogatta. Az NMA ezen számának kritikai kiadásában (1986), Giegling tovább bonyolította a helyzetet azzal, hogy idézett Wolfgang Plath-tal folytatott személyes levelezéséből, amelyben a kéziratot 1778 novemberére datálták. Annak ellenére, hogy nincs bizonyíték, ami alátámasztatja ezt az állítást, Giegling szerint az 1778. november 12-i levéllel hozható kapcsolatba ez a mű, ahol Mozart említést tesz a mára már rekonstruált hegedűre és zongorára írt versenyműről (K. Anh 56/315f). Ezt az állítást viszont az ássa alá, hogy az említett koncertben nincsenek klarinétok. Mozart egyébként nem emlegette egyik oboistát se Mannheimi tartózkodása alatt. Érdekes módon apjának megemlítette az imént említett levélben, hogy Herr Feiner kiválóan játszik a cor anglais-on (=angolkürt, oboa-rokonhangszer) is [Ludwig Feiner a salzburgi zenekar második oboása volt], de valószínűleg ennek semmi köze nincs a versenyműhöz.
Az NMA-Watermarks száma, melynek Alan Tyson a szerkesztője, kimutatta, hogy a papír készítője a J. Cusson cége. Tyson állítása szerint Mozart nem sokkal Párizs elhagyása után írhatott a papírra, de talán kicsit később, Mannheimbe visszatértekor.
Charles-David Lehrer szintén az 1783-as dátumozás ellen van. Kimutatta, hogy a Griessbacher testvérek, Anton és Raymund, azok a klarinétjátékosok, akik az Eszterhazai zenekar tagja voltak, de öt évvel korábban, 1778 februárjában el lettek bocsátva. Joseph Haydn 1780 és 1785 között íródott szimfóniáiban (62-81-es számig), nyitányaiban, táncaiban vagy versenyműveiben NEM találhatunk klarinétot. Egyedül az Armida c. operában van 2 darab.
A művet próbálták rekonstruálni. Robert Levin az 1960-as években, amelyről két felvétel is van (Ralph Gomberg-Newtoni Szimfonikusok, ill. a frissebb Ingo Goritzki-Lengyel Kamarazenekar). Frissebb rekonstrukció Charles-David Lehrer műve, amiből még nincs felvétel.

## Külső hivatkozások
- K314 Flute Concerto in D--Trying to Make Sense of the Confusing Situation of Mozart's Flute Concertos – Dennis Pajot írása a Mozart Forumon
- K293 Oboe Concerto Fragment – Dennis Pajot írása a Mozart Forumon